# Hírvivő RNS

Az mRNS életciklusa eukarióta sejtben. Az RNS a sejtmagban átíródik a DNS-ről, modifikáció után kikerül a citoplazmába, ahol a riboszómákon végbemegy a transzláció folyamata. Végül az mRNS lebomlik

Egy mRNS és több tRNS-molekula így működik együtt peptidek vagy fehérjék előállítására a riboszómában. A fehérjeszintézis során, az mRNS-t tervrajzként használva, a riboszóma aminosavakat rögzít egymáshoz megfelelő sorrendben, peptidkötéseken keresztül. Ebben a folyamatban a tRNS az aminosavak szállítását végzi

A hírvivő RNS vagy angolos rövidítéssel mRNS (messenger RNA) egyszálú ribonukleinsav, amely az örökletes genetikai információt közvetíti a sejtek információit tároló DNS molekulából a fehérjeszintézis helyszínére, a riboszómákhoz. Miután az mRNS átíródott a DNS-ről, az eukarióta sejtekben jelentős módosulásokon megy keresztül (baktériumokban ez a fázis elmarad), majd a citoplazmába kerül, ahol a riboszómákhoz kapcsolódva az adenin, citozin, guanin, uracil nukleobázisok szekvenciája alapján elkészülnek az új proteinek.
Az mRNS néhány száz vagy néhány ezer nukleotid alapegységekből álló lineáris polimer molekula. Az mRNS-ről lefordításra kerülő tripleteket Sydney Brenner nevezte el az ötvenes évek végén kodonoknak. Az mRNS szerkezetének kódoló részén három triplet nukleotid határoz meg (a genetikai kódszótárban 5’→3’ irányban felírt RNS kodonok vannak aminosavakhoz rendelve) egy aminosavat a fehérjékben, a genetikai kódnak megfelelően.
Az 1950-es évek végére a molekuláris biológia előtt nem volt még válasz arra a kérdésre, hogy a DNS-ből származó információk hogyan alakulnak át fehérjékké. Az mRNS létét először a Nobel-díjas Jacques Monod és François Jacob feltételezte, majd ennek alapján Jacob, Sydney Brenner és Matthew Meselson fedezte fel a molekulát 1961-ben. 2020-ban az mRNS-kutatások eredményei nyitottak utat  a világjárványt okozó SARS-CoV-2 vírus fertőzés legyőzéséhez. Az emberi sejtekben lévő messenger RNS (mRNS) módosított változatának megtervezése, majd a célba juttatására szolgáló rendszer kifejlesztése révén Karikó Katalin és Drew Weissman kutatómunkája alapozta meg a Pfizer/BioNTech és a Moderna gyógyszergyártók által kifejlesztett védőoltások technológiáját.

## Felépítése
A DNS- és RNS-molekulához hasonlóan a hírvivő RNS is nukleotidokból épül fel. A nukleotidok foszforsavat, öt szénatomos cukrot (pentóz), és nitrogén tartalmú szerves bázist tartalmaznak. Az RNS-ek pentózként ribózt, szerves bázisként pedig adenint, guanint, citozint, valamint a DNS-molekuláktól eltérően timin helyett uracilt tartalmaznak. Minden RNS-molekula egyetlen polinukleotid-szálból épül fel, amely változatos másodlagos térszerkezetet vehet fel.

## Az mRNS életciklusa

A molekuláris biológia központi dogmájának áttekintése

Az egyszálú RNS és a kettős szálú DNS megfelelő nukleobázisainak összehasonlítása

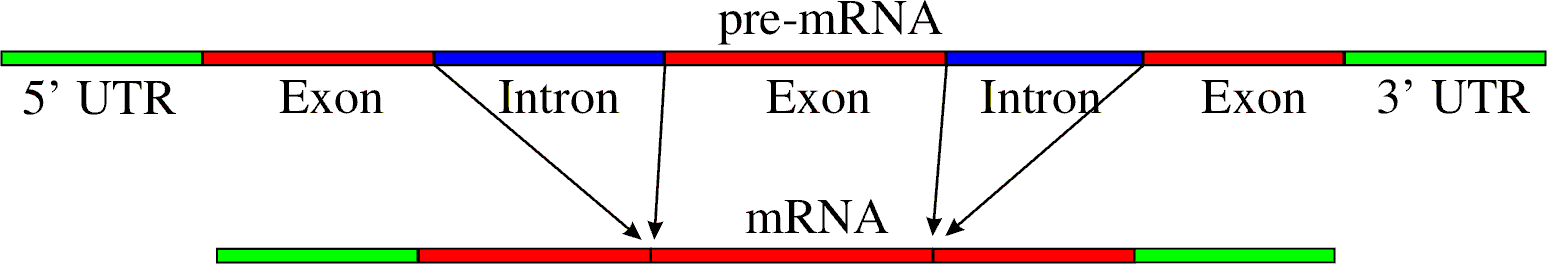
Az exonok és intronok egyszerűsített ábrázolása a pre-mRNS-ben, a pre-mRNS a splicingnek nevezett mechanizmus révén kész mRNS-t termel

Az mRNS-molekula a transzkripcióval kezdi létét, melynek során a DNS egyik száláról az RNS-polimeráz enzim, annak szekvenciája alapján RNS-másolatot készít. Bakteriális sejtekben ez a másolat máris képes ellátni a funkcióját és gyakran már akkor rákapcsolódnak a riboszómák, mielőtt a transzkripció teljesen véget érne. Eukarióta sejtekben azonban az RNS-polimeráz egy enzimkomplexum része, amely ezt a prekurzor mRNS-t (pre-mRNS-t) modifikálja, "érett mRNS-sé" alakítja át.       

### Poszttranszkripciós módosítások

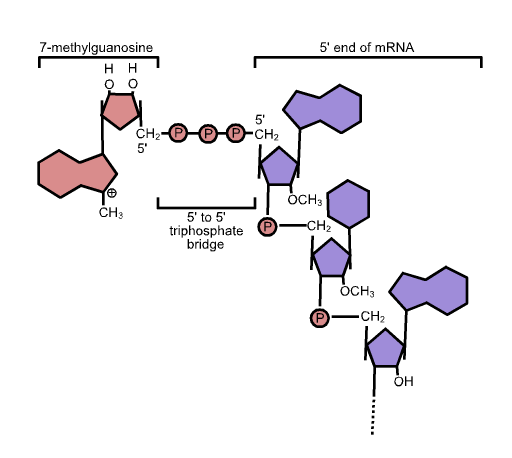
Az 5' cap szerkezete

5' cap: az érett mRNS (leolvasási szempontból) elején, az 5' végén elhelyezkedő első nukleotidhoz egy 7-metilguanozin molekula kapcsolódik 5'-5' trifoszfátkötéssel. Ez az úgynevezett "sapka" (angolul cap), amelynek megléte alapvető fontosságú ahhoz, hogy a riboszóma felismerje az mRNS-t, a sejt ribonukleázai (RNáz) viszont ne bontsák le. Prokarióta sejtek, illetve mitokondriumok és kloroplasztiszok mRNS-ein nincs sapka.
Az 5' cap nem sokkal a transzkripció megkezdése után, még az átírás befejezése előtt kapcsolódik az mRNS első nukleotidjához a transzkripciós komplex egyik enzime révén.
Splicing: Az eukarióta gének több nem-kódoló szakaszt, úgynevezett intront tartalmaznak. Ezek a transzkripció során átíródnak az mRNS-be, de aztán a splicing (szplájszing) folyamata révén kivágódnak belőle és a riboszómákig már csak a kódoló szekvencia jut el. Egyes gének esetében az enzimek a kódoló szakaszok egy részét is kivágják, és ennek szabályozásával egy génről eltérő fehérjék készíthetők (alternatív splicing). A splicingot többnyire egy enzimkomplexum végzi, de egyes RNS-molekulák maguk is rendelkeznek enzimaktivitással (ribozimek) és képesek maguk elvégezni a splicingot.    
Ritka esetekben a kódoló szakaszt is megváltoztatják. Az ember esetében az apolipoprotein B mRNS-t bizonyos szövetekben módosítják, korai stopkodont hoznak létre benne, amely megállítja a transzlációt, és rövidebb fehérjék jönnek létre.
Poliadeniláció: az érett mRNS 3'-végén egy hosszú, akár sok száz adenilcsoportból álló poli(A) farok található (vagyis szekvenciája AAAAA...). Újabban felfedezték, hogy rövid uridilszakaszok is betölthetik a szerepét. A poli(A) farok megvédi az mRNS-t a lebontó nukleázoktól, segíti a transzportját és a transzlációt. Prokarióta mRNS is lehet poliadenilálva, de ott a "farok" nemhogy védene a nukleázoktól, hanem elősegíti a lebontást.
A poliadenilációra közvetlenül az átírás után (vagy akár közben) kerül sor. Az RNS-polimeráz emzimkomplexumának egyik tagja levágja a molekula végét és a poliadenilát-polimeráz enzim kb. 250 adenilcsoportot kapcsol a 3'-véghez. Akárcsak a splicing esetében, a poliadenilációnak is több alternatív variációja lehetséges.

### Transzport
A prokarióták esetében nincs szükség transzportra, mert a DNS és a riboszómák nincsenek térben elválasztva egymástól. Az eukarióták esetében, azonban a sejtmagban elhelyezkedő kromoszómáktól ki kell szállítani az mRNS-t a citoplazmába. Az érett mRNS 5' cap-jét a CBP20 és CBP80 proteinek és a transzkripciós/export komplex (TREX) ismeri fel, és áttranszportálják a maghártya pórusain. A transzportnak több útvonala is lehetséges. Az idegsejtek esetében a sejttestben elhelyezkedő magból a dendritek riboszómáiig az mRNS-nek jelentős távolságot kell megtennie.

### Transzláció
Baktériumok esetében a transzláció azonnal megkezdődik az átírás után, sőt esetenként már közben is (ún. transzkripcióhoz kapcsolt transzláció).
Az eukarióta mRNS-t a citoplazmában szabadon úszó vagy az endoplazmatikus retikulumhoz kötött riboszómák kötik meg (utóbbi esetben a szignálfelismerő részecskék vezetik oda). A kapcsolódás után a riboszómák az mRNS szekvenciája alapján a transzfer RNS-ek által szállított aminosavakból megszintetizálják a fehérjét.
Az eukarióta mRNS-ek többnyire monocisztronikusak (a cisztron az a génszakasz, amelyről egy fehérje íródik át), vagyis egy protein készül róluk. A baktériumok (beleértve a mitokondriumokat is) hírvivő RNS-ei azonban gyakran több nyitott leolvasási keretet (open reading frame, ORF) tartalmaznak és több polipeptidlánc készülhet róluk. Ezek a fehérjék általában hasonló funkciójúak és együttesen operonokat alkotnak.

## Szerkezete
Az mRNS bázissorrendjének lefordítása a riboszómán történik. Az első kodonokat Marshal Nirenberg határozta meg 1961-ben. A sejtplazmában minden tRNS bázishármasával kapcsolódó része az antikodon, amely a komplementaritás alapján felismeri az mRNS molekulában a kodont. Az olvasás mindig a lánckezdő metionintól (AUG) kezdődik, és a stop jelig tart, amelyhez nem kapcsolódik aminosav.
Kódoló szakasz

Érett mRNS szerkezete. A transzlációra kész mRNS 5' cap-et, 5' UTR-t, kódoló szakaszt, 3' UTR-t és poli(A) farkat tartalmaz

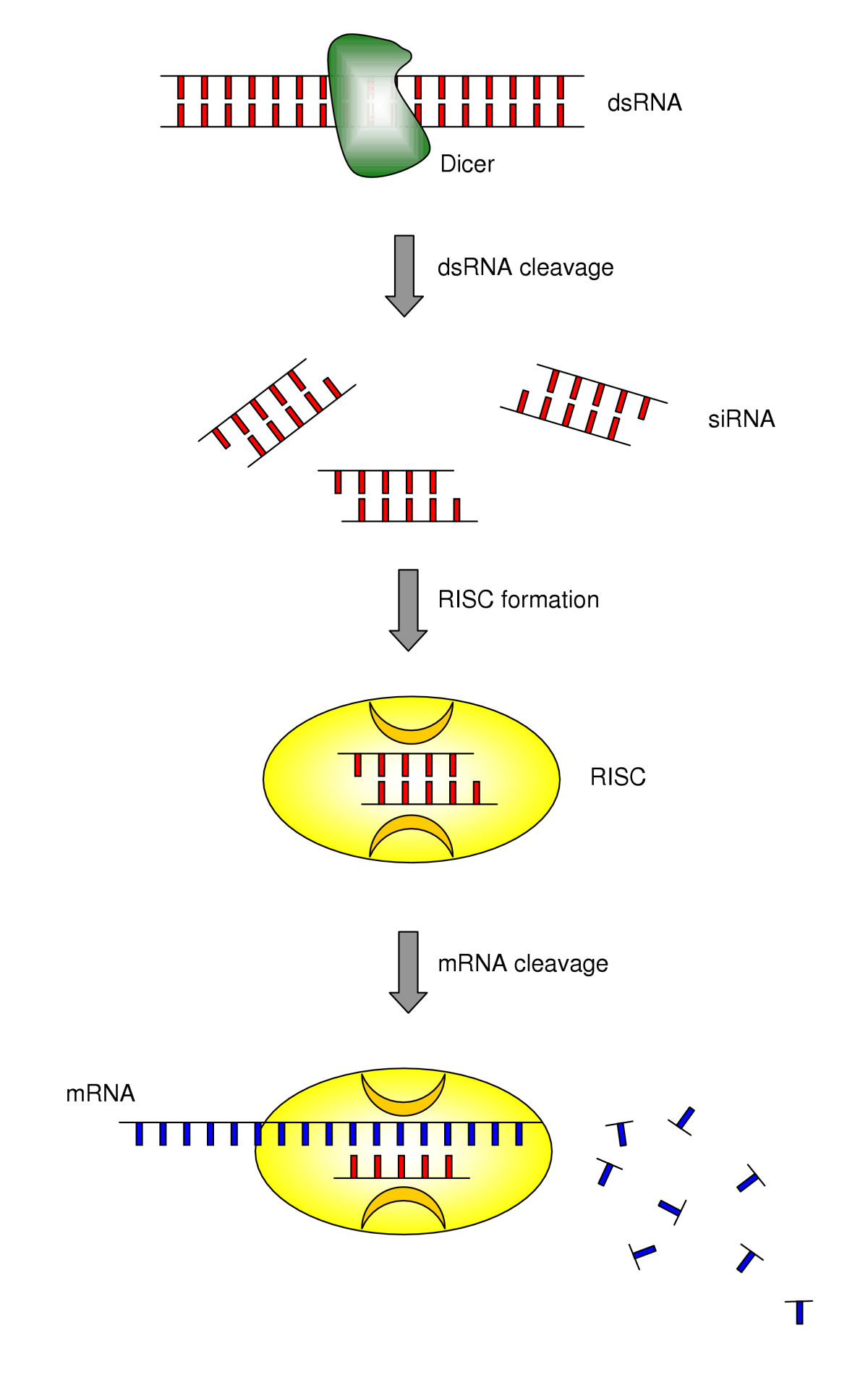
Az RNS-interferencia egyszerűsített folyamata: a sejtbe bejutó kettős szálú RNS-t a dicer enzim rövid szakaszokra vágja, amelyek beépülnek a RISC komplexbe; utóbbi minden hasonló szekvenciájú mRNS-t lebont

A kódoló szakasz szekvenciája fehérjékké íródik át a genetikai kódnak megfelelően. Ez a régió egy startkodonnal kezdődik és stopkodonnal ér véget. A startkodon általában az AUG hármas, amely eukariótákban metionint kódol, míg prokariótákban a startkodon az N-formilmetionint (módosult aminosavat) jelenti. A stopkodon az UAA, UAG vagy UGA. A kódoló szakasz esetenként másodlagos RNS-szerkezetet vehet fel, amely megvédi a lebontó enzimektől, vagy olyan szekvenciák lehetnek benne, amelyek elősegítik vagy gátolják az intronok splicingját.
Átíratlan régiók
Az érett mRNS-ben a kódoló szakasz előtt és után fehérjévé át nem írt régiók találhatók, angol rövidítéssel ezeket UTR-nek hívják (untranslated region), elhelyezkedésüknek megfelelően 5'UTR-nek vagy 3'UTR-nek. Ezeknek a szekvenciáknak különböző funkciókat tulajdonítanak, szerepük lehet az mRNS stabilitásában, transzportjában és a transzláció hatékonyságában egyaránt.
Az UTR-ek védhetik az mRNS-t a lebontás ellen (vagy ellenkezőleg, elősegíthetik azt) aszerint, hogy csökkentik vagy növelik kapcsolódási képességét a lebontó ribonukleázokhoz vagy a lebontást segítő másodlagos proteinekhez. Egyes fehérjék kapcsolódhatnak az UTR-ekhez, amelyek befolyásolják a riboszómák mRNS-kötő képességét, sőt esetenként teljesen megakadályozhatják a transzlációt. A 3'UTR-hez mikroRNS-ek is kötődhetnek, ahol a fehérjékhez hasonló hatást fejthetnek ki.
Feltételezik, hogy az mRNS szállítási helye a citoplazmában is a 3'UTR-ben van kódolva.
Egyes esetekben az UTR-ek RNS-e olyan másodlagos struktúrát vehet fel, amely saját maga képes kisebb molekulákat megkötni és változtatni a transzláció hatékonyságát (ún. ribokapcsolók, riboswitch-ek). Ilyenkor az RNS saját magát szabályozza.

## Lebomlás
A különböző génekről készült mRNS-ek élettartama nagyon változó lehet, baktériumokban néhány másodperctől több mint egy óráig, emlősökben pár perctől akár napokig is megmaradhatnak. Minél stabilabb egy mRNS, annál több fehérje készül róla. Az RNS stabilitását regulálva a sejt befolyásolhatja a proteinszintézis mértékét és alkalmazkodni tud a környezet gyors változásaihoz.

### Prokarióták
A bakteriális mRNS élettartama általában jóval rövidebb, mint az eukariótáké. Az RNS-t lebontóenzimek kombinációjával tüntetik el, amelyek közé endonukleázok (az RNS-lánc belsejében hasítanak) és 5' vagy 3' exonukleázok (amelyek a lánc valamelyik végéről kezdik a bontást) tartoznak. Egyes esetekben kis (pár tíz vagy száz bázis hosszú) egyszálú RNS-ek kapcsolódnak a lebontásra ítélt mRNS-hez, hogy a kétszálú RNS-re specializálódott RNáz III is szerephez jusson.

### Eukarióták

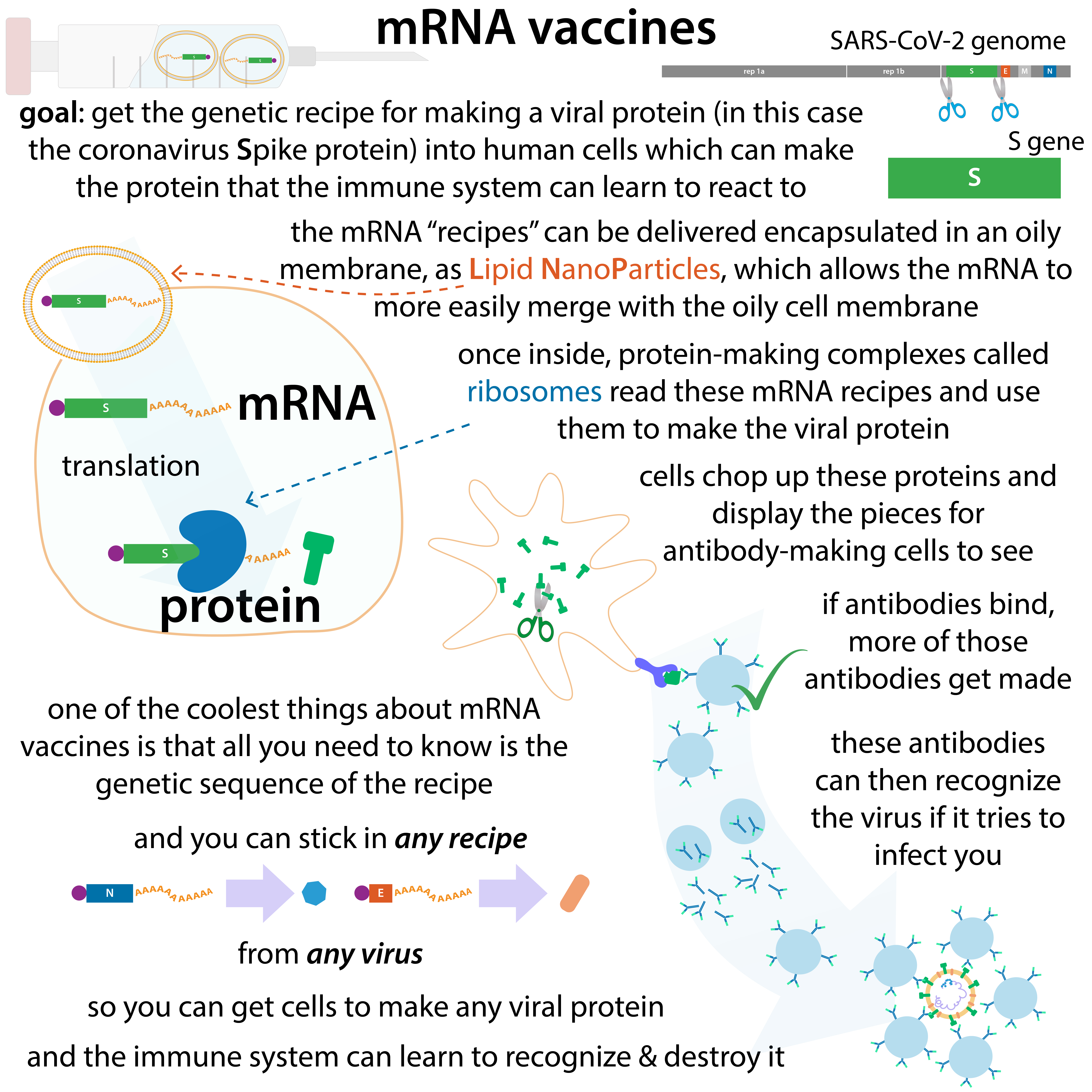
Egy infografika, amely elmagyarázza a SARS-CoV-2 mRNS vakcinák (és általában az mRNS vakcinák) működését

Az eukarióták esetében az 5'caphoz kapcsolódó transzlációs iniciációs faktorok (eIF-4E és eIF-4G) és a poli(A) farok-kötő protein védi az mRNS-t a bontóenzimektől. Az RNS-bontást az ún. P-testek (processzáló testek) és az exoszómák végzik. A feleslegessé vált mRNS-eken erre specializálódott exonukleázok rövidítik meg a poli(A) farkat.
Az RNS-interferencia folyamata is az mRNS-ek lebontásával szabályozza a génexpressziót. A feltevések szerint főleg vírusellenes sejten belüli védekezési mechanizmus során kis, 20-25 nukleotidból álló RNS-szakaszok kapcsolódnak a hírvivő RNS-hez és a kettős szálú RNS-ekre specializálódott RNázok pedig lebontják őket.

## Alkalmazása
A hírvivő RNS felhasználható bármely fertőzés szimulációjaként. Amikor egy oltóanyag célja, hogy kiváltsa az immunrendszer reakcióját egy kórokozó ellen anélkül, hogy az betegséget okozna. Az mRNS-t a sejtbe juttatva olyan fehérjék termelésére késztetik a szervezetet, amelyek betegségek vagy fertőzések gyógyítására alkalmasak. 2020-ban a COVID-19 járvány ellen dolgoztak ki olyan RNS-alapú vakcinákat, amelyek elkészítéséhez többek között Karikó Katalin mRNS-terápiás szabadalma is hozzájárult. A kifejlesztett vakcina alapvetően biotechnológiai módszerrel módosított hírvivő RNS molekulákat tartalmaz, az immunrendszert serkentő vírusfehérje egy lipid nanorészecskébe zárva jut a szervezetbe. Az mRNS alapú védőoltás beadása után, az mRNS molekulák a véráramon keresztül a vérsejtek citoplazmájába kerülnek, ezután a fertőző vírus elleni sikeres védekezéshez szükséges fehérje előállítását már az immunrendszer végzi el.

## Fordítás
- Ez a szócikk részben vagy egészben  a   Messenger RNA című angol Wikipédia-szócikk ezen változatának fordításán alapul.  Az eredeti cikk szerkesztőit annak laptörténete sorolja fel. Ez a jelzés csupán a megfogalmazás eredetét és a szerzői jogokat jelzi, nem szolgál a cikkben szereplő információk forrásmegjelöléseként.